# Indonesiska självständighetskriget
Indonesiska självständighetskriget utkämpades 1945-1949 mellan de indonesiska befrielserörelserna och kolonialmakten Nederländerna. 1949 erkände Nederländerna Indonesien som en självständig stat. Det pågick samtidigt en intern kamp mellan olika befrielserörelser om makten i Indonesien, där Sukarno utgick som segrare.

## Historik

### Bakgrund
Nederländarna i form av Nederländska ostindiska kompaniet hade kommit till vad som nu är Indonesien på 1600-talet. Batavia grundades 1619. År 1800 bildades den nederländska kronkolonin Nederländska Ostindien. I början av 1900-talet hade nederländarna nått kontroll över hela territoriet. De sista striderna hade förekommit i Atjeh.
Från 1920-talet framträdde allt starkare befrielseorganisationer. På grund av att Indonesien befolkades av många folkslag var ofta organisationerna inriktade mot islam eller kommunism istället för att vara direkt nationalistiska. De främsta organisationerna var Sarekat Islam som bildats 1912 och Indonesiens kommunistiska parti, PKI (Partai Komunis Indonesia), bildat 1920. Dock splittrades Sarekat Islam 1921 och PKI förbjöds efter ett kuppförsök 1927. Krafterna för frihet samlades dock snart i det nybildade Indonesiska nationella förbundet, PNI (Partai Nasional Indonesia). Organisationen leddes av ingenjör Sukarno. Han arresterades tämligen omgående och hans organisation splittrades. Ett relativt lugn rådde fram till andra världskriget.
Under andra världskriget intog Japan 1942 snabbt större delen av den nederländska kolonin. Japanerna använde en antikolonialistisk retorik och satte även upp ett indonesiskt hemvärn på 35 000 man, tränat för gerillakrigföring. Genom att samarbeta med japanerna etablerade sig Sukarno som nationell ledare. Han slog fast fem principer för självständighet i ett tal i juli 1945. De principer som det framtida självständiga Indonesien skulle baseras på: Tro på Gud, nationalism, internationalism, demokrati och social välfärd.
Den 17 augusti 1945 utropades den självständiga republiken Indonesien med Sukarno som president och Mohammad Hatta, ledaren för det nya PNI, som vicepresident. I Nederländerna betraktades Sukarno och Hatta som japanska kollaboratörer.
För att återta kontrollen av kolonin begärde Nederländerna hjälp av Storbritannien. Den 15 september 1945 kom kolonialmakten tillbaka till Batavia (nuvarande Jakarta) i form av två kryssare. Den nederländska HM Tromp och den brittiska HMS Cumberland. Bersiap kallas den våldsamma och kaotiska fasen 1945–1946 som följde efter andra världskriget och som gick över i Indonesiens självständighetskrig. Perioden började när revolutionärerna agerade i det maktvakuum som skapades efter Japans kapitulation och Sukarno förklarade Indonesiens självständigt. Perioden slutade 1946 när Nederländerna återuppbyggt sin militära styrka i området och brittiska styrkor lämnade landet.
Nederländerna hade i stort sett inga trupper, kolonialarmén Koninklijk Nederlands-Indisch Leger (KNIL) hade hamnat i japanska krigsfångeläger 1942 och hemmaarmén KL (Koninklijk Landmacht) hade upplösts vid den tyska ockupationen 1940. Brist på transporter gjorde att det dröjde till 29 september innan det första förbandet, brittiska 23:e indiska divisionen, började anlända. Det dröjde en månad innan divisionen var komplett. Styrkorna räckte bara till att behärska mindre områden vid kusten. De hårdaste striderna stod vid Surabaya. Britterna var ovilliga att slåss för ett annat lands kolonialvälde och de nyutbildade nederländska trupperna som började anlända till Indonesien räckte inte till för att återta kontrollen. I februari 1946 inleddes förhandlingar mellan Nederländerna och Republiken Indonesien. I slutet av 1946, sedan brittiska armén avrest, tvingades den nederländska regeringen erkänna den indonesiska republikens kontroll över öarna Java, Sumatra och Madura och lova att utrymma de städer man höll längs kusten.
Nederländernas strategi för att behålla kontrollen över Ostindien var nu att bilda 15 självstyrande stater. Dessa skulle tillsammans med Sukarnos Indonesien ingå i en federation, Indonesiens förenta stater. Federationen skulle vara i union med Nederländerna. Ett väpnat anfall på republiken fanns dock kvar på agendan för att kunna tvinga Sukarno till förhandlingar

### Första polisaktionen

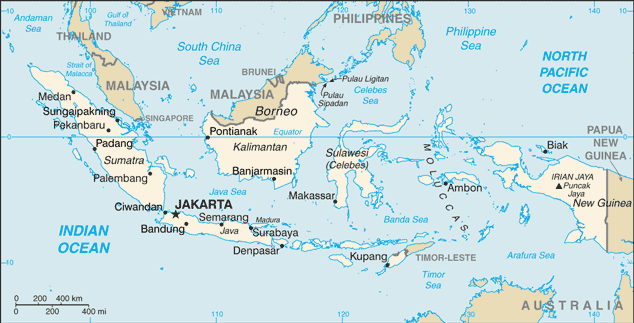
Karta över Indonesien.

Under 1947 hade Nederländerna byggt upp en relativt stor militärmakt i Nederländska Ostindien. Det kostade mer än vad Nederländerna hade råd med. Samtidigt gjorde oroligheterna att kolonins ekonomi inte fungerade. De var tvungna att antingen lämna Asien eller anfalla för att försöka utnyttja sin militära överlägsenhet. Regeringen i Haag valde att anfalla. Vid tillfället disponerade nederländarna på Sumatra och Java 51 000 man ur den reguljära armén (KL), 32 000 man ur kolonialarmén (KNIL) samt 6 000 man ur marininfanteri. Flottan bestod av 6 jagare och 10 landstigningsfartyg. Flygvapnet bestod av 10 flygdivisioner. Republiken Indonesiens armé, Tentara Nasional Indonesia (TNI), kunde ställa upp ungefär 175 000 man, men de var dåligt beväpnade och endast tränade i gerillakrigföring.
Den 21 juli 1947 anföll Nederländerna Indonesien på Java och Sumatra. Befälhavaren, general Spoor, kallade det för en polisaktion. Som skäl för aktionen angavs brott mot Linggadjatiavtalet. Målet för anfallet var att erövra de ekonomiskt mest värdefulla områdena på Java och Sumatra, vilket skulle förbättra försörjningsläget för armén och samtidigt sätta press på Sukarno att kompromissa.
De nederländska trupperna ryckte fram snabbt. På två veckor var två tredjedelar av Java och en tredjedel av Sumatra i nederländska händer. Nederländerna hade dock inget stormaktsstöd för sin attack. FN:s säkerhetsråd tog upp konflikten och bestämde att en FN-kommitté skulle medla. 5 augusti måste den nederländska armén göra halt och en demarkationslinje upprättades. Striderna blossade snart upp på flera ställen. Ungefär 30 000 TNI-soldater hade blivit kvar bakom de nederländska linjerna och kunde nu bedriva gerillakrig. Ungefär 340 sammanstötningar i veckan inträffade i början av 1948.
Det av FN framförhandlade avtalet, Renvilleavtalet, som undertecknades 17 januari 1948 innebar att demarkationslinjen gällde som provisoriskt gräns mellan republiken och nederländarnas federation och att folkomröstningar skulle hållas.

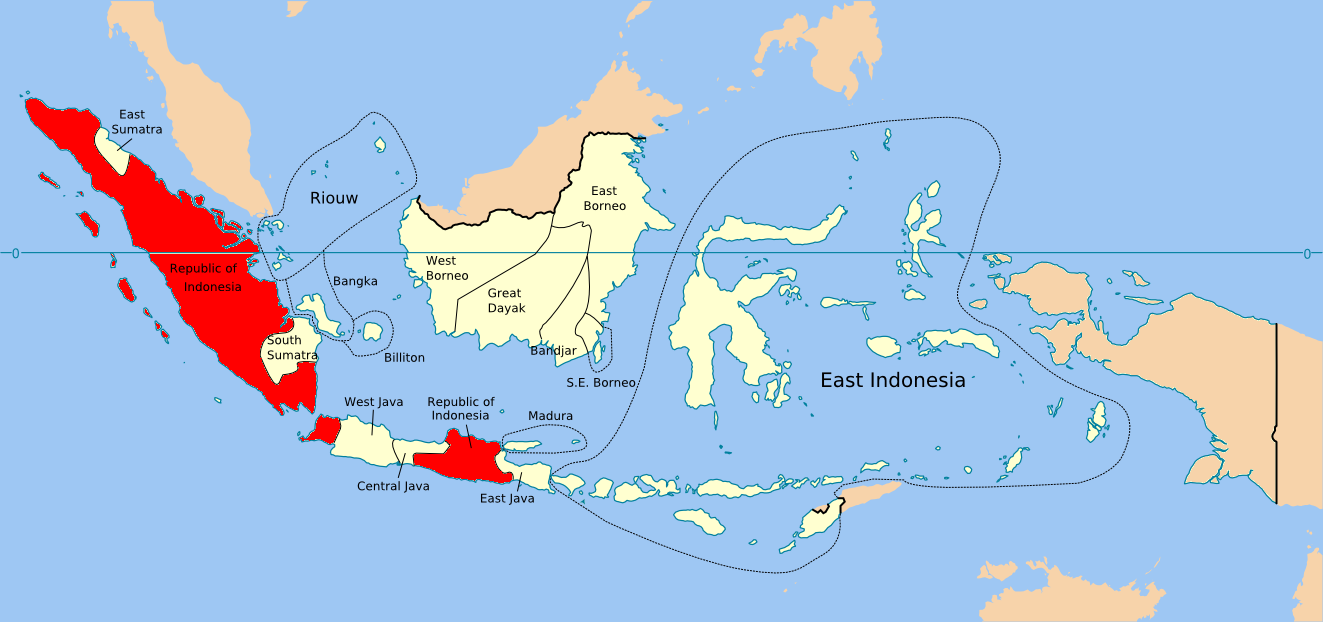
Indonesiens delning efter Renvilleavtalet. Det röda området är Republiken Indonesien och det ljusa den nederländska Indonesiska federationen.

Fortsatta förhandlingar bröt snart samman och gerillakriget fortsatte. För general Spoor framstod en ny offensiv som nödvändig. En offensiv med målet att inta resten av republiken Indonesiens territorium. Planerna färdigställdes för operationen som fick kodnamnet Kråka (nederländska ’’Kraai’’). Regeringen Willem Drees tvekade dock.
I september bröt ett kommunistiskt uppror ut på Java, mot den indonesiska regeringen, som dock lyckades besegra rebellerna. Sukarno framstod därefter som en pålitlig antikommunist, vilket inte minst påverkade USA:s inställning till konflikten.
I december fick den nederländska regeringen underrättelserapporter om att stora gerillatrupper ämnade gå in på nederländskkonrollerat område på mellersta Java 17 december. Detta övertygade regeringen att ge tillstånd till en ny ”polisaktion”.

### Andra polisaktionen –Operation Kråka
Startdatum på offensiven måste sättas till efter 15 december, så att FN:s säkerhetsråd hunnit ta jullov, och senast 19 december, så att inte Sukarno hann åka på statsbesök till Indien.

#### Nederländska planer
Spoors plan var att snabbt rycka fram till nyckelpositioner och ockupera dessa innan de långsammare indonesiska trupperna hunnit samla sig. Både luftlandsättning och landstigningsoperationer ingick i planen. Java skulle prioriteras före Sumatra. Fientliga förband skulle omringas innan de hann sprida sig ut i djungeln. Till förfogande på Java stod tre divisioner och en brigad. Totalt 66 000 man, varav 43 000 från KL, 20 000 man från KNIL samt 3 000 marinsoldater från kungliga flottan.

#### Indonesiska planer
I händelse av ett nederländskt anfall på Java hade TNI förberett en mottaktik som gick ut på att förstöra vägarna, bränna städer och snabbt förflytta sig till regnskogen och bergen. Därifrån skulle de gå över till gerillakrig när nederländarna börjat få kontroll över tätorterna. TNI:s styrkor på Java stod under befäl av överste Abdul Harris Nasution och uppgick till fyra divisioner, totalt 100 000 man lätt infanteri, varav 60 % saknade vapen.

#### Operation Kråka
Klockan 05:30 på morgonen 19 december 1948 inleddes Operation Kråka med flygbombning av flygfältet Magoewo i Yogyakarta. Fältet intogs sedan snabbt av fallskärmsjägare och nederländska förstärkningar kunde börja att flygas in. Under tiden anföll nederländska plan av typen Supermarine Spitfire  och P-51 Mustang Yogyakarta. Som planerat började de indonesiska trupperna, med den allvarligt tuberkulossjuke överbefälhavaren general Suderman, att bege sig in i regnskogen. President Sukarno och hans regering som då leddes av Hatta stannade kvar i Yogyakarta och arresterades av nederländarna vid lunchtid. Den nederländska framryckningen fortsatte, men långsammare än planerat, på grund av fällda träd över vägarna och ibland av hårt motstånd från TNI. Den 31 december avblåstes Operation Kråka. Alla de nederländska anfallsmålen var nådda, men de hade misslyckats med att ringa in de stora gerillaförbanden på centrala Java. Dessa spred sig nu över stora områden, även på andra sidan demarkationslinjen. Nederländerna hade förlorat 84 man som stupat mot Indonesiens 2431. Framgången visade sig snart vara en hägring. TNI spreds över hela Java, så nederländarna måste kontrollera en mycket större yta med samma antal soldater. Det gick inte. Istället niodubblades antalet gerillaattacker och antalet döda minst femdubblades. Nederländarna tillgrep artilleri och bombflyg samt tortyr och summariska avrättningar för att få underrättelser. Motståndet hårdnade från civilbefolkningens sida.

### Omvärlden ingriper
Den hårda nederländska politiken väckte omvärldens protester. Främst från de nyligen självständiga asiatiska länderna, som Indien, men inte heller i FN:s säkerhetsråd fick nederländarna något stöd. Säkerhetsrådet krävde i januari 1949 att Sukarnos republikanska regering skulle återinsättas. USA meddelade i februari att Nederländerna inte kunde räkna med Marshallhjälpen eller medlemskap i NATO om de inte inledde förhandlingar om ett tillbakadragande. Nederländerna hade inget annat val än att acceptera att lämna Nederländska Ostindien. Vapenstilleståndet inleddes i augusti och 23 augusti till 2 november pågick en rundabordskonferens som skulle bestämma villkoren för uttåget. De svåraste frågorna var statusen för västra Nya Guinea, Irian Jaya, som blev kvar under nederländsk kontroll, och storleken på Indonesiens skuld till Nederländerna. Den bestämdes slutligen till 4,3 miljarder gulden. Den 27 december 1949 trädde det indonesiska självständighetsfördraget i kraft.

### Konsekvenser

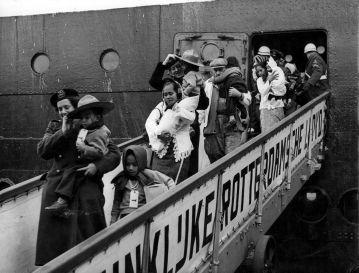
Sydmolucker går av båten i Rotterdam 1951.

Efter självständigheten inledde Sukarno arbetet med att få delrepublikerna i federationen Indonesien att ge upp sina rättigheter. Genom undantagslagar var denna process avslutad 1950 och Indonesien blev en centralstyrd republik. Det största motståndet var på ön Ambon och andra delar av södra Moluckerna (tidigare Republiken Sydmoluckerna), där den kristna befolkningen utgjort rekryteringsunderlag för KNIL. Befolkningen på sydmoluckerna stod nära Nederländerna då man antagit den kristna tron och nederländska sedvänjor. En betydande andel av sydmoluckerna tjänstgjorde i Nederländernas kolonialarmé. De sågs som högt motiverade och lojala med Nederländerna. 
Den nederländska kolonialarmén KNIL upplöstes också 1950 och många soldater med evakuerades till Nederländerna, bland annat 12 500 soldater och deras familjer från Sydmoluckerna (Ambon).. Totalt emigrerade cirka 300 000 personer till Nederländerna från Indonesien mellan 1945 och 1962. Minst två tredjedelar var nederländska medborgare födda i Indonesien.
1960 bröt Indonesien alla diplomatiska kontakter med Nederländerna och det dröjde till 1963 innan de återupptogs. 1971 gjorde drottning Juliana ett statsbesök i Indonesien.

### Påverkan och offer

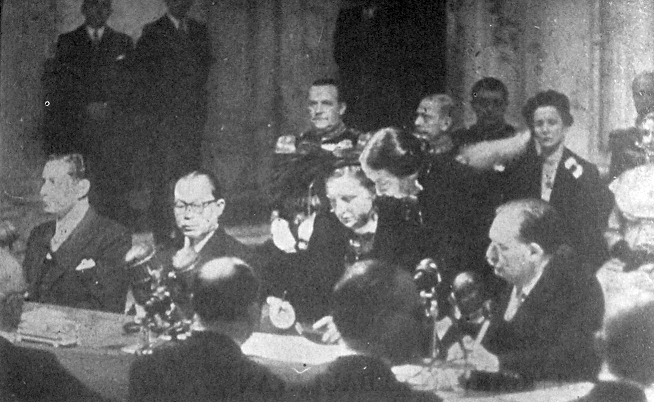
Indonesiens vicepresident Hatta och den holländska drottningen Juliana vid undertecknandet som ägde rum på Kungliga palatset i Amsterdam. Med fördraget undertecknat erkände holländarna officiellt indonesisk suveränitet.

Även om det inte finns någon exakt redogörelse för hur många indoneser som dog, dog de i mycket större antal än européerna. Uppskattningar av indonesiska dödsfall i striderna varierar från 45 000 till 100 000. Uppskattningar av civila dödsfall varierar mellan 25 000 och 100 000. Totalt 980 brittiska soldater dödades eller försvann i Java och Sumatra 1945 och 1946, de flesta indiska soldater. Mer än 4 000 holländska soldater miste livet i Indonesien mellan 1945 och 1949. Många japaner dog; Bara i Bandung dog 1 057, varav bara ungefär hälften dog i verklig strid, resten dödades i härjningar av indoneser. Sju miljoner människor fördrevs på Java och Sumatra. Baserat på demografiska data uppskattade historikern Pierre van der Eng en demografisk klyfta på cirka 2,4 miljoner människor i Indonesien under hela 1940-talet, inklusive perioden för
japansk invasion och ockupation under andra världskriget, och den indonesiska nationella revolutionen. Van der Eng säger att konflikt ledde till betydande konsekvenser för indoneser utanför direkt våld, såsom utbredd svält, sjukdomar och en sänkt fertilitet. Revolutionen hade direkta effekter på de ekonomiska förhållandena; brist var vanlig, särskilt mat, kläder och bränsle. Det fanns i själva verket två ekonomier – den holländska och den republikanska  – som båda var tvungna att återuppbyggas samtidigt efter andra världskriget och överleva revolutionens störningar. Republiken var tvungen att inrätta alla livsnödvändigheter, allt från "frimärken, armémärken och tågbiljetter" medan de var föremål för holländska handelsblockader. Förvirring och förödande inflationshöjningar var resultatet av konkurrerande valutor; Japanska, nya holländska pengar och republikanska valutor användes alla, ofta samtidigt. Den indonesiska regeringen var belastad med betydande skulder, saktade utvecklingen, med den sista återstående betalningen för holländsk-indonesisk rundabordskonferens gjordes i form av årlig betalning, med 1 % årlig ränta sedan 1973, gjordes 2002. Indonesiens självständighet säkrades genom en blandning av både diplomati och våld. Trots deras dåliga disciplin som höjer utsikterna till anarki, utan att pemuda konfronterade utländska och indonesiska kolonialstyrkor, skulle republikanska diplomatiska ansträngningar ha varit meningslösa. Revolutionen är vändpunkten för modern Indonesian history, och det har gett referenspunkten och valideringen för landets stora politiska trender som fortsätter till idag. Det gav impulser till kommunismen i landet, till militant nationalism, till Sukarnos "guidad demokrati", till politisk islam, ursprunget till den indonesiska armén och dess roll i den indonesiska makten, landets konstitutionella arrangemang och centralismen av makten i Indonesien. Revolutionen förstörde en kolonial administration som styrdes från andra sidan jorden, och demonterade med den raja, som av många sågs som föråldrad och maktlös. Det mildrade också de stela rasistiska och sociala kategoriseringarna av det koloniala Indonesien. Enorma energier och ambitioner skapades bland indoneser; ett nytt kreativt uppsving sågs inom skrivandet och konsten, liksom ett stort krav på utbildning och modernisering. Det förbättrade dock inte nämnvärt den ekonomiska eller politiska förmögenheten för befolkningens fattiga bondemajoritet; endast ett fåtal indoneser kunde få en större roll i handeln, och förhoppningarna om demokrati grusades inom ett decennium.